# Mesothen restricta
Mesothen restricta là một loài bướm đêm thuộc phân họ Arctiinae, họ Erebidae.